# Deutschland Neu(n) Null
Deutschland Neu(n) Null (französischer Originaltitel: Allemagne année 90 neuf zéro) ist ein Essayfilm von Jean-Luc Godard aus dem Jahr 1991. Geplant ab 1988 und gedreht unmittelbar nach der Wiedervereinigung im Spätherbst 1990 und Winter 1990/1991, ist das Thema des Films die Einsamkeit Ost-Deutschlands und seines Volkes. Die Hauptrollen spielen Eddie Constantine, Hanns Zischler und Claudia Michelsen. Die Uraufführung des Films fand im September 1991 auf den Internationalen Filmfestspielen von Venedig statt, wo er mit zwei Preisen ausgezeichnet wurde. Seine deutsche Erstaufführung hatte der Film am 21. März 1992 im Fernsehprogramm des WDR.

## Handlung
Der Agent Lemmy Caution wurde vor dreißig Jahren von den alliierten Besatzungsmächten als Schläfer unter dem falschen Namen Konrad Witrowsky in Ost-Berlin stationiert. Hier wird er nach langer Suche von Graf Zelten vom Bundesnachrichtendienst gefunden. Dieser gesteht, dass Lemmys Akten verschwunden sind und er deshalb in Vergessenheit geraten ist. Zelten schickt Lemmy auf eine letzte Reise nach Westen. Auf dem Weg durch das wieder vereinte Deutschland trifft er auf bekannte Persönlichkeiten wie Charlotte Kestner oder Don Quichotte, der im Tagebau gegen die Drachen in Form von Schaufelradbaggern in den Kampf zieht. Er besucht berühmte Schauplätze wie das Alexander-Puschkin-Denkmal, das Schillerhaus, er sieht in Ausschnitten der Wochenschau die Geschehnisse im KZ Dachau. Erinnerungen an Goethes Faust oder Grimmelshausens Der abenteuerliche Simplicissimus zeigen positive Entwicklungen in Deutschland. Lemmys Reise, die er stets mit Zitaten kommentiert hat, endet in einem Hotelzimmer, wo er sich über die stets in den Nachttischen liegende vorhandene Bibel wundert.

## Gestaltung

### Gliederung
Allemagne 90 neuf zéro trägt den Untertitel, der eigentlich als Titel einer geplanten TV-Filmserie vorgesehen war: „SOLITUDES – un état et des variations“ („EINSAMKEITEN – ein Zustand und Variationen“). Nach einem kurzen einleitenden Teil gliedert sich der Film in sechs Variationen:
1. Le dernier espion – Der letzte Spion
2. Charlotte à Weimar – Französischer Titel von Thomas Manns Roman Lotte in Weimar
3. Les dragons de notre vie – Alle Drachen unseres Lebens; Teil eines Satzes aus Rainer Maria Rilkes Sammlung Briefe an einen jungen Dichter[A 3]
4. Un sourire russe – Ein russisches Lächeln
5. Le mur sans lamentations – Die Mauer ohne Klagen; Umkehrung des französischen Ausdrucks für die Klagemauer in Jerusalem: Le Mur des Lamentations
6. Le Déclin de l'Occident – Französischer Titel von Oswald Spenglers Buch Der Untergang des Abendlandes

### Bild-/Ton-Montagen
Die beschriebene Handlung bildet so etwas wie den „roten Faden“ des Films. Bereits in vielen Bildern, Dialogen und sonstigen O-Tönen der Handlung fügt Godard äußerst disparate Elemente zusammen. Das ist so beispielsweise in den Einstellungen, in denen man Lemmy Caution sieht, als er gerade auf Sancho Pansa, der einen offenbar nicht mehr anspringenden Trabant-Pkw schieben muss, und auf den hoch zu Ross sitzenden und mit Lanze bewehrten Don Quijote trifft. Im Hintergrund der Einstellungen sieht man, in einer Richtung, eine Windmühle, in anderer, die riesigen Schaufelradbagger eines Braunkohletagebaus.
Der Film ist mit der beschriebenen Handlung nicht gleichzusetzen. Es kommen diverse „Schichtungen“ hinzu, die für eine „Konfrontation der Filmbilder (Ost-Deutschlands der Jahre 1990/1991) mit der Historie“ sorgen: Aus dem Off gesprochene Kommentare Lemmy Cautions, weitere Off-Kommentare, die aus deutscher und französischer Literatur zitieren (zweimal wird auch Russisch gesprochen, einmal aus dem Off, einmal von einem Soldaten: Dimitri), zahlreiche kurze Ausschnitte aus Spielfilmen, Dokumentarfilmen und Kino-Wochenschauen sowie – in den meisten Fällen nur kurz angespielte, sich jedoch zuweilen an anderer Stelle im Film wiederholende – Partikel aus klassischer und moderner Musik. – Abgesehen von einzelnen Ausnahmen, wenn z. B. Buchcover in Einstellungen aufgenommen werden, bleiben sämtliche Bild- und Ton-Zitate ohne Quellenangabe.
Hinzu kommen noch zahlreiche Zwischentitel, die die Handlung unterbrechen oder zwischen Handlung und Bild-Dokumente gesetzt sind. Es sind jeweils kurze Texte in weißer Versalienschrift auf schwarzem Hintergrund; oft enthalten sie kurze Zitate oder Werktitel. Bevor zum Beispiel die Figur „Dora / Charlotte Kestner“ durch die lange Zimmerflucht im Goethehaus am Weimarer Frauenplan geht, zitiert ein Zwischentitel den berühmten Faust-Vers: DEUX ÂMES HÉLAS / HABITENT / MA POITRINE („Zwei Seelen wohnen, ach, in meiner Brust“). – Den Effekt dieser Zwischentitel hat Hanns Zischler so beschrieben: „Frappierender kann Desillusionierung nicht sein als durch diese hart inserierten Texte.“

### Die Musik des Films
In meist sehr kurzen Fragmenten sind Ausschnitte zu hören aus Kompositionen von Pjotr Tschaikowski, Gavin Bryars, Giacinto Scelsi, Franz Liszt, Johann Sebastian Bach, Igor Strawinsky und Paul Hindemith sowie – „im Bild“, von Kim Kashkashian gespielt, aber ebenfalls nur als Fragment im Film – von Dmitri Schostakowitsch. Am einprägsamsten sind zwei Kompositionen, die ausschnittweise – jeweils die ersten Takte daraus, ungefähr zehn bis maximal dreißig Sekunden – mehrmals im Film anklingen. Es sind dies von Wolfgang Amadeus Mozart der vierte Satz des Streichquintetts in g-Moll, KV516, und von Ludwig van Beethoven der zweite Satz der 7. Sinfonie, opus 92.
Daneben setzt Godard einige Male Teile von Liedern ein, deren Komponisten oder Texter im Abspann nicht genannt werden und die deutlich als Dokumente ihrer Entstehungszeit wirken: Zweimal werden kurz Lieder von Marlene Dietrich angespielt; einmal ist das Solidaritätslied von Eisler/Brecht zu hören; und einmal, in einer der ersten Szenen des Films, als Graf Zelten noch auf der Suche nach Lemmy Caution ist, setzt Godard den Refrain eines Songs aus einer ganz anderen Musikgattung ein: Macht kaputt, was euch kaputt macht der Band Ton Steine Scherben.

## Hintergrund

### Entstehung
Die Filmidee entstand bereits 1988, vor dem Zusammenbruch der DDR also. Die Schauplätze wurden von Hanns Zischler ausgesucht, der im Vorspann des Films, neben Romain Goupil, auch als verantwortlich für die Produktionsleitung angegeben wird.

### Titel
Der französische Originaltitel, Allemagne année 90 neuf zéro, ist eine Variation des Titels von Roberto Rossellinis 1947 im zerbombten Berlin gedrehtem Film Germania anno zero (Deutschland im Jahre Null). – Das „Neu(n)“ des deutschen Filmtitels ergibt sich aus der Doppelbedeutung des Wortes „neuf“ im Französischen: es bedeutet sowohl „neu“ als auch „neun“.

### Namen der Protagonisten
Eddie Constantine hatte hier in seiner Paraderolle als „Lemmy Caution“, den er zuvor bereits viele Male verkörpert hatte, darunter 1965 in Godards Lemmy Caution gegen Alpha 60, zugleich seinen letzten Filmauftritt. In Deutschland Neu(n) Null erscheint der gealterte Agent als müde und vereinsamt.
„Graf Zelten“, dargestellt von Hanns Zischler, ist der Name einer Figur aus Jean Giraudoux’ Roman Siegfried et le Limousin (Siegfried oder Die zwei Leben des Jacques Forestier), aus dem im Film mehrere Passagen zitiert werden.
Claudia Michelsen stellt eine Figur mit zwei Namen dar, die sie – gleich nach ihrem ersten Auftritt in Variation 1 – innerhalb von ein paar Sätzen wechselt: „Ich heiße Dora. Aber das war gestern. Gestern hieß ich Dora. Aber heute heiße ich Charlotte Kestner.“ – Unmittelbar vorher im Film war das „Lager Dora“, ein Außenlager des KZ Buchenwald, erwähnt worden, und vor einer Lagerbaracke hatte man die junge Frau gesehen. Später stellt sich noch ein anderer Zusammenhang her, wenn Lemmy Caution aus Sigmund Freuds Bruchstück einer Hysterie-Analyse zitiert – eine Studie, die bekannt wurde als „Fall Dora“. – Charlotte Kestner (geb. Charlotte Buff) war das Vorbild der Lotte in Johann Wolfgang von Goethes Die Leiden des jungen Werthers und Titelfigur von Thomas Manns Lotte in Weimar.

### Montierte Filmausschnitte (Auswahl)
- 10:02 – 10:18 : Rainer Werner Fassbinder: Lili Marleen
- 27:02 – 27:04 : Roberto Rossellini: Rom, offene Stadt (Roma città aperta)
- 29:09 – 29:14 : Micheil Tschiaureli: Der Fall von Berlin (Падение Берлина)
- 31:35 – 31:39 : Fritz Lang: Die Nibelungen, Teil 1: Siegfried
- 32:20 – 32:25 : Roberto Rossellini: Deutschland im Jahre Null (Germania anno zero)
- 32:52 – 33:09 : Boris Barnet: Am blauesten aller Meere (У самого синего моря)
- 33:22 – 33:27 : Fritz Lang: Metropolis
- 44:50 – 45:24 : Siodmak/Ulmer: Menschen am Sonntag
- 54:12 – 54:15 : Fritz Lang: Das Testament des Dr. Mabuse
- 58:09 – 58:43 : Friedrich Wilhelm Murnau: Der letzte Mann

## Auszeichnungen
Bei der „48. Mostra internazionale d’arte cinematografica di Venezia“, den Internationalen Filmfestspielen von Venedig im September 1991, wurde Deutschland Neu(n) Null mit zwei Preisen ausgezeichnet:
- mit einer „Osella d’oro“ für seine „colonna sonora“ (seinen Soundtrack)
- sowie mit der „Medaglia d'oro della Presidenza del Senato“ (der Goldmedaille des Senatspräsidenten).[9]

## Rezeption
Der Filmdienst schrieb: „Godard jongliert mit Assoziationen und Zitaten, die sich zu einem eigenwilligen Beziehungsgeflecht verdichten“.
Die Programmzeitschrift Prisma nannte den Film „Ein schwieriges, episodisch aufgezogenes Film-Essay mit vielen doppeldeutigen Anspielungen“.